# Herbert Needleman
Herbert Leroy Needleman (13 décembre 1927 - 18 juillet 2017) fait des recherches sur les dommages neurodéveloppementaux causés par le saturnisme. Il était pédiatre, pédopsychiatre, chercheur et professeur à l'université de Pittsburgh, un membre élu de l'Académie nationale de médecine, et le fondateur de l'Alliance to End Childhood Lead Poisoning (connue ensuite sous le nom d'Alliance for Healthy Homes, elle a depuis fusionné avec le National Center for Healthy Housing). Le Dr Needleman joue un rôle clé dans l'obtention de certaines des plus importantes protections de la santé environnementale réalisées au cours du XXe siècle, qui ont permis de diviser par cinq la prévalence du saturnisme chez les enfants aux États-Unis au début des années 1990. Malgré une forte résistance de la part des industries liées au plomb, ce qui fait de lui la cible d'attaques fréquentes, Needleman a persisté à faire campagne pour éduquer les Project stakeholder, y compris les parents et les commissions gouvernementales, sur les dangers du saturnisme. Needleman est crédité d'avoir joué un rôle clé dans le déclenchement de mesures de sécurité environnementale qui ont réduit les niveaux moyens de plomb dans le sang d'environ 78% entre 1976 et 1991. Il est décédé à Pittsburgh en 2017.

## Éducation et nominations à la faculté
Herbert Needleman obtient sa licence au Muhlenberg College à Allentown en 1948, et son doctorat en médecine à l'université de Pennsylvanie en 1952. Il était juif. Il est formé en pédiatrie à l'Hôpital pour enfants de Philadelphie et est chef des résidents. Needleman effectue un stage en cardiologie pédiatrique et en rhumatisme articulaire aigu par le biais des National Institutes of Health. Après avoir pratiqué la pédiatrie familiale à Philadelphie et la néonatalogie à l'hôpital de Pennsylvanie, le Dr Needleman effectue une résidence en psychiatrie au université Temple Health Sciences Center, également à Philadelphie. Health Sciences Center, également à Philadelphie. De 1970 à 1972, il est professeur adjoint de psychiatrie à l'université Temple, et de 1972 à 1981, il est professeur à la faculté de médecine de l'université Harvard à Boston, Massachusetts. À partir de 1981, il est professeur de psychiatrie infantile et de pédiatrie à l'école de médecine de l'université de Pittsburgh.

## Recherches sur le saturnisme
Dans les années 1970, Herbert Needleman a mené une étude à la Harvard Medical School qui a apporté des preuves solides que le plomb, même à des niveaux très faibles, peut affecter le IQ d'un enfant. En mesurant les niveaux de plomb dans les dents de lait des enfants, Herbert Needleman a fourni la première preuve que l'exposition à de faibles niveaux de plomb au moment de la formation de ces dents non seulement réduit les niveaux de QI, mais raccourcit également la durée d'attention et retarde l'acquisition de la compétence linguistique. Dans les études qui ont suivi, il a déterminé que l'empoisonnement au plomb avait des répercussions à long terme sur l'attention, le comportement et la réussite scolaire de l'enfant.
En 1979, Herbert Needleman lance la première étude à grande échelle sur l'intelligence et le comportement d'enfants ne présentant aucun signe extérieur de saturnisme. Ses recherches ont montré que l'exposition au plomb est associée à un risque accru d'échec au baccalauréat et de difficultés de lecture. Ses recherches ont consisté à tester la concentration de plomb dans les os de 194 jeunes, âgés de 12 à 18 ans, qui avaient été condamnés par le tribunal pour enfants du comté d'Allegheny (Pennsylvanie|Allegheny County). et 146 élèves des écoles secondaires ordinaires de Pittsburgh  qui n'avaient pas de problèmes de comportement. En 1996, les résultats de cette recherche, qui rendaient compte des problèmes physiques et comportementaux causés par l'essence au plomb et la peinture au plomb tout en établissant un lien entre l'exposition au plomb et le comportement antisocial, ont été publiés dans le Journal of the American Medical Association. L'étude a révélé que les enfants délinquants étaient quatre fois plus susceptibles de présenter des concentrations élevées de plomb dans leurs os. Selon Herbert Needleman, "le plomb est un poison pour le cerveau qui interfère avec la capacité à contenir les impulsions. C'est une expérience de vie qui s'inscrit dans la biologie et augmente le risque pour un enfant de faire de mauvaises choses."
Après un examen scientifique approfondi, les conclusions de Herbert Needleman ont contribué à convaincre les Centres pour le contrôle et la prévention des maladies (CDC) de publier des lignes directrices pour le diagnostic et la gestion du saturnisme chez les enfants, à inciter la Environmental Protection Agency (EPA) à exiger le retrait du plomb de l'essence, et à inciter la Consumer Product Safety Commission à interdire le plomb dans les peintures intérieures. Les recherches de Herbert Needleman ont également contribué à amener le département du Logement et du Développement urbain (HUD) à supprimer le plomb dans des milliers de logements aux États-Unis.
Herbert Needleman a conçu la première étude prospective de l'exposition au plomb pendant la gestation, et a montré qu'une telle exposition est associée à des déficits cognitifs plus tard dans la vie. Ses recherches les plus récentes ont montré que les garçons ayant des niveaux élevés de concentration de plomb dans leurs os sont plus susceptibles de développer des comportements agressifs ou délinquants, tels que l'intimidation, le vandalisme et le vol à l'étalage.

## Raising Children Toxic Free (Élever des enfants sans produits toxiques)
Dans leur livre, Raising Children Toxic Free : How to Keep Your Child Safe from Lead, Asbestos, Pesticides, and Other Environmental Hazards (1996), Herbert Needleman et Philip J. Landrigan offrent des conseils aux parents et aux médecins sur la façon d'évaluer et de minimiser les risques d'exposition toxique, qui comprennent le plomb, l'amiante, les pesticides et d'autres toxines. Les autrices abordent également des moyens pratiques pour assurer la conformité de la communauté avec les lois existantes.

## Comité de responsabilité
Alors qu'il était professeur associé à l'école de médecine de Temple University, Herbert Needleman est le président du Comité de responsabilité (COR), tout au long de son existence entre 1966 et 1974. Le COR, qui cherchait à aider les civils blessés dans la guerre du Viêt Nam, était composé de personnel médical, de scientifiques, de membres du clergé et de citoyens préoccupés par l'implication américaine. Dans ses efforts pour aider les enfants vietnamiens blessés, des refuges ont été créés à Berkeley et Boston, tous deux appelés Vietnam House, et un autre à Hô Chi Minh-Ville, où les enfants paraplégiques pouvaient être soignés et réhabilités dans leur propre pays.

## Allégations d'inconduite scientifique
La méthodologie scientifique de Herbert Needleman a longtemps été contestée par le Dr Claire Ernhart, qui l'a critiquée parce qu'elle ne contrôlait pas correctement les variables confusionnelles et qu'elle était sujette au problème des comparaisons multiples. En 1983, lorsque l'EPA a révisé ses normes de qualité de l'air, elle a rejeté les résultats des travaux scientifiques de Herbert Needleman et d'Ernhart sur le sujet. Encouragé par la Lead Industries Association (LIA), le conseil consultatif scientifique de l'EPA a formé un comité d'experts composé de six membres, dont Sandra Scarr, dont la LIA espérait qu'il affaiblirait Needleman. Needleman a contesté cette critique et après lui avoir donné plus d'argent pour réanalyser les données, l'EPA est revenue sur sa position et a adopté ses conclusions en 1986.
En 1990, un procès Superfund (dépollution industrielle) est intenté contre les propriétaires d'une ancienne usine de plomb dans l'Utah, où des maisons avaient été construites sur le terrain où les résidus avaient été déposés. L'État engage Needleman comme témoin expert, et les sociétés, pour leur défense, se sont tournées vers Ernhart et la psychologue Sandra Scarr de l'université de Virginie. Ernhart et Scarr ont eu accès aux données brutes pendant une journée, après quoi ils ont dû partir après qu'un avocat du gouvernement fédéral ait tenté de leur faire signer une ordonnance les empêchant de discuter des données en public. Sur la base de ce qu'elle a vu des impressions, Scarr a conclu que Needleman avait écarté des variables explicatives potentiellement significatives après que sa première analyse n'ait pas réussi à montrer une relation entre le plomb et le QI, jusqu'à ce qu'il "obtienne les résultats qu'il voulait". Les deux ont accusé Needleman, par l'intermédiaire du National Institutes of Health, de faute scientifique.
Herbert Needleman affirme que le dossier contre lui est constitué par un cabinet d'avocats de Philadelphie qui a refusé de nommer la société qui les payait, bien qu'il ait écrit qu'Ernhart reçoit 375 000 dollars sur sept ans de la part de la Lead Industries Association. Il dit que, contre la volonté de son université, il s'est battu avec succès pour que son affaire soit tenue en public et a finalement été disculpé,. Selon Scarr : "Finalement, Needleman est reconnue coupable de fausse déclaration et a dû rétracter des rapports de recherche dans les revues qui les avaient publiés." Toutefois, aucune rétractation n'est publiée, seulement de légères corrections. Selon le professeur de psychologie environnementale Colleen F. Moore, Scarr et Ernhart "ont trouvé un graphique publié qui était légèrement erroné, et Needleman a finalement publié une correction". Le procès et l'enquête qui s'est ensuivie restent controversés ; selon le philosophie des sciences Clark N. Glymour, "Scarr et Ernhart sont parfois considérés comme des outils de l'industrie du plomb, mais je ne connais aucune preuve qu'ils n'étaient pas sincères". Cependant, Glymour pense que Scarr et Ernhart se sont trompés sur leurs conclusions méthodologiques.
Le scientifique de l'EPA Joel Schwartz a déclaré à Newsweek en 1991 qu'une nouvelle analyse des données de Herbert Needleman intégrant le facteur de l'âge, qui avait été exclu, "a trouvé des résultats essentiellement identiques". À ce moment-là, les recherches de Herbert Needleman avaient été remplacées par des recherches plus récentes utilisées pour justifier des limites encore plus basses de plomb autorisé.

## Reconnaissance
Pour ses recherches, Herbert Needleman est honoré par de nombreux prix :
- Le prix Dr John V. Shankweiler pour l'étudiant exceptionnel en biologie - Muhlenberg College.
- Le premier prix des études scientifiques - l'académie de l'Association pour les enfants ayant des difficultés d'apprentissage
- Prix commémoratif Sarah L. Poiley - Académie des sciences de New York.
- Prix Charles Dana pour une réalisation pionnière dans le domaine de la santé publique
- Prix de la science de la conservation - National Wildlife Federation.
- Prix du chancelier pour le service public - université de Pittsburgh.
- 1996 2e prix annuel Heinz Awards en environnement[14]
- Edward K. Barsky Prix - Le Forum des médecins
- Prix Vernon Houk 1997 - Société pour la santé au travail et l'hygiène du milieu
- 1999 Distinguished Graduate Award - Perelman School of Medicine, université de Pennsylvanie.
- 2003 - Prix du Prince Mahidol. - Thaïlande
- 2004 Prix Rachel Carson pour l'intégrité - Centre pour la science dans l'intérêt public.
- 2006 - Distinguished Investigator Award - Section spécialisée en neurotoxicologie de la Société de toxicologie.

## Publications
- 1980, Herbert L. Herbert Needleman, Low Level Lead Exposure : The clinical implications of current research,  (ISBN 0-89004-455-4).
- 1991, Herbert L. Herbert Needleman (éditeur), Human Lead Exposure CRC Press, Boca Raton ,  (ISBN 0-8493-6034-X).
- 1994, Herbert L. Herbert Needleman, Philip J. Landrigan, Raising Children Toxic Free : How to Keep Your Child Safe from Lead, Asbestos, Pesticides, and Other Environmental Hazards, Farrar Straus & Giroux, Gordonsville,  (ISBN 0-374-24643-2).
- 1994, Herbert L. Herbert Needleman, David C. Bellinger, Prenatal Exposure to Toxicants : Developmental Consequences, Johns Hopkins University Press, Baltimore
- Herbert Needleman, H. L. (1998). Childhood lead poisoning : The promise and abandonment of primary prevention. American Journal of Public Health, Vol. 88, No. 12 (décembre 1998).
- Le cas de Deborah Rice : Who Is the Environmental Protection Agency Protecting ?, Herbert Needleman HL (2008) PLoS Biol 6(5) : e129 DOI 10.1371/journal.pbio.0060129

Autres autrices 
- Rampton, S., Stauber, J., Trust Us, We're Experts 2001, p. 95-97

## Autres lectures
- Needleman H. "Standing up to the lead industry : an interview with Herbert Needleman. Entretien réalisé par David Rosner et Gerald Markowitz". Public Health Rep. 2005 Mai-Juin;120(3):330-7. PMID 16134577 PDF
- (en) Denworth, L., Toxic Truth : A Scientist, A Doctor, and the Battle over Lead, Beacon Press, 2009 (ISBN 9780807000328, lire en ligne )
- (en) Clark N. Glymour, Galileo in Pittsburgh, Harvard University Press, 2010 (ISBN 978-0-674-05103-4)